# C/1847 T1
Комета міс Мітчелл (C/1847 T1) — неперіодична (гіперболічна) комета відкрита Марією Мітчелл — астрономом із США, 1 жовтня 1847 року, на етапі зближення з Сонцем на відстані 0,404 а. о. від Землі.

## Відкриття
Увечері 1 жовтня 1847-го Марія Мітчелл, у свій дводюймовий рефлекторний телескоп спостерегла невелику розмиту смужку. Записала її координати та продовжила спостереження. 3 жовтня її батько відправив листа до Кембриджу.
Того ж 3 жовтня (через два дні після відкриття Марією Мітчелл) цю ж комету виявив італійський астроном, єзуїтський священник Франческо де Віко в Римі. Він першим повідомив про нову комету. Але зрештою суперечка була вирішена на користь Марії Мітчелл. Тож наступного 1848 року саме вона отримала премію за відкриття комет, засновану данським королем Фредеріком VI.
14 листопада 1847 комета досягла перигелію, наблизившись до Сонця на відстань 0,329 а.о. та почала віддалятися. Загалом комету вдалося спостерігати 77 днів. Востаннє — 20 грудня того ж року (через 80 днів після відкриття).

## Дослідження
Американка — астроном Марґарет Палмер, колишня асистентка Марії Мітчелл, в 1894 здобула докторський ступінь на математичному факультеті Єльського університету довівши, що комета 1847 VI полишила Сонячну систему по гіперболічній орбіті. Це був один з перших випадків, коли жінка захистила докторський ступінь в Єлі[джерело?]. Можливо, навіть найперший.